# Bieke
Bieke is een meisjesnaam die zowel in Nederland als Vlaanderen voorkomt.
In het Fries betekent de naam "kromming, boog" of "zij die geluk brengt". De naam stamt af van Bietje.
De meer algemene betekenis van de naam Bieke is 'afgeleid van Bie (bij)', van Beie of uit bia 'bij'.
In delen van Vlaanderen is Bieke ook een algemene term voor een mooi meisje. Dikwijls is het ook de roepnaam voor Bea of Gabriëlle.
Varianten van de naam zijn Bie, Bibi en Biek.

## Bekende naamdraagsters

### Heiligen
- Heilige Bibiana († 367), 2 december
- Heilige Wivina van Brabant († c. 1176), 17 december

### Bekende personen met de naam Bieke
- Bieke Adriaensen-Vreelust, personage uit Vlaamse politiereeks Witse
- Bieke Crucke, personage uit Vlaamse televisiereeks F.C. De Kampioenen
- Bieke Daems, Belgische zangeres, lid van de band De Nota
- Bieke Depoorter (1986), Vlaamse fotografe
- Bieke Ilegems (1971), Vlaamse actrice en presentatrice
- Bieke Kindt (2000), Belgisch volleybalster
- Bieke Masselis (1978), Belgisch voormalige atlete
- Bieke Purnelle (1971), Belgisch journaliste, blogster en bestuurder
- Bieke Vandenabeele (1984), Belgisch sporter